# Corán de sangre

Sadam Huseín.

El Corán de sangre es una copia del libro sagrado islámico, el Corán escrita con la sangre del entonces presidente de Irak, Sadam Huseín. Sadam encargó el libro en 1997 en su 60.º cumpleaños para dar las gracias a Dios por ayudarle a evitar muchos "peligros y conspiraciones." Explicó sus razones en una carta publicada por los medios de comunicación del estado iraquí en septiembre del año 2000: « Mi vida ha estado llena de peligros donde debería haber perdido mucha sangre ... pero como perdí muy poca, le pedí a alguien escribir las palabras de Dios con mi sangre, en agradecimiento. »  El acto de Sadam fue denunciado en el año 2000 por las autoridades religiosas de los Emiratos Árabes Unidos y Arabia Saudí, y, después de su caída del poder en el año 2003, el Corán fue prohibido a la exhibición pública.

## Producción y exhibición
El libro fue producido por Abbas Shakir Joudi, un calígrafo islámico que ahora[¿cuándo?] vive en el estado de Virginia, Estados Unidos. Según su versión, durante dos años, Sadam dio 24–27 litros (50 a 57 pintas) de su sangre, que fueron utilizados por Joudi para copiar los 6.000 versos y unas 336.000 palabras del Corán. Según Joudi, Sadam Huseín le convocó al Hospital de Ibn Sīnā en Bagdad, donde su hijo Uday recuperaba de un intento de asesinato, y le pidió escribir el Corán usando su sangre como "una clase de juramento del lado de Sadam". Entregó la obra a Sadam en una ceremonia en septiembre del año 2000. Sadam Huseín lo puso en exhibición en la Mezquita Umm al-Ma'arik (Madre De Todas las Batallas) en Bagdad, para conmemorar la Guerra de Golfo (1990-91) y diseñado con minaretes en forma de misiles Scud y barriles de rifle Kalashnikov.
Otros informes han cuestionado la versión oficial del gobierno de Sadam Huseín, de cuánta sangre había dado para crear el Corán (o incluso si era la sangre de Sadam, en el primer lugar). El periodista Philip Smucker reportó en Bagdad en el 29 de julio de 2001, "lo más chocante es la dudosa y totalmente no verificable reclamación que Sadam dio casi 50 pintas de su propia sangre para la escritura de un Corán." Smucker también escribió,  « diplomáticos occidentales basados en Bagdad estuvieron poco impresionados con la devoción religiosa del líder iraquí, descartando la mezquita y el libro sagrado escrito con sangre como un truco de publicidad cruda. "¿Cómo podemos estar seguros de que ésta es la sangre de Sadam y no de algunas de sus víctimas?" Uno preguntó. »
Un reportaje del diario Telegrahp del Reino Unido, habló con el periodista David Blair en el estado de Bagdad en el 14 de diciembre de 2002 sobre el 'Corán de sangre' infame de Sadam. "De hecho, un artista experto copió las 605 páginas del libro sagrado usando la sangre de Sadam Husein. El expresidente iraquí dio tres pintas (1,4 litros) durante esos dos años, y esto, mezclado con sustancias químicas, se utilizaron para cada verso."
En diciembre del 2010, varias agencias de noticias publicaron artículos sobre el Corán de sangre de Sadam convirtiéndose en un asunto delicado y polémico en la política actual de Irak. En un artículo, Celso Bianco, el vicepresidente ejecutivo de los centros de Sangre de América, notó la dificultad en creer la reclamación que Sadam dio 27 litros de sangre en un periodo de solamente 2 años, «"la cantidad de la donación permitida para un donante de sangre en los Estados Unidos es cinco o seis pintas (2,3 - 2,8 litros) durante el curso de un año, o menos de un galón (3,7 litros)," dijo Bianco. A ese ritmo, Husein habría tardado nueve años en donar toda esa sangre, en vez de dos. "Es una cantidad increíble, si eso [el número de años] es correcto," Bianco dijo. "Eso le habría hecho anémico."»
Con tantas reclamaciones distintas (y contradictorias) de la cantidad de sangre que Sadam Huseín presuntamente dio al calígrafo para escribir el Corán de Sangre, y la naturaleza de las estimaciones con poca evidencia sobre cuánta (si cualquiera) de la sangre de Sadam Huseín (presuntamente mezclada con sustancias químicas y tinta) fue utilizada en el Corán de Sangre sigue siendo una pregunta abierta, difícil, y discutible de contestar.
El Corán de Sangre fue exhibido en un mármol hexagonal  construido en un lago artificial dentro del complejo de mezquita. Sólo visitantes invitados podrían verlo, ya que el edificio estaba típicamente cerrado e inaccesible. Según el periodista australiano Paul McGeough, quien vio una página del Corán de Sangre, « las letras de sangre son aproximadamente dos centímetros altos y anchos, y los márgenes decorativos son deslumbrantes – azules, claros y oscuros; manchas rojas y rosas; y reflejos arremolinados en negro. » Martin Chulov de The Guardian lo describe como « un  libro hecho exquisitamente, que ocuparía un lugar en cualquier exposición de arte – si no fuera por la razón de que fue escrito con sangre.»

## Tras la caída de Sadam
Después de la caída de Bagdad a las fuerzas de los Estados Unidos en abril del 2003, los custodios de la mezquita pusieron el Corán de Sangre en un sitio seguro. La caída de Sadam dejó a los iraquíes religiosos y las autoridades laicas con el dilema de lo que deberían hacer con las reliquias de su régimen. Ali al-Moussawi, un portavoz para el primer ministro, Nuri al Maliki, subraya este dilema diciendo, "No deberíamos quitar todo lo que fue construido durante este régimen [sic]. Sin embargo, habían monumentos que sólo tenían que ver con la dictadura y el control sobre Irak. Algunos sólo se relacionaban con dictadores y batallas, y tendrían que quitarse. Tienen contextos étnicos y sectarios." El gobierno mayoritariamente chií no quiere ver la re-aparición de los símbolos del régimen de Sadam y ha establecido un comité para supervisar su extracción.[cita requerida] Algunos ex-oponentes de Sadam, como Ahmed Chalabi, han apoyado la destrucción de todos los monumentos y símbolos de la época de Sadam porque "es un recordatorio claro de las consecuencias del totalitarismo e idealización de una persona que encarna el mal". Otros, como Mowaffak al-Rubaie, argumenta que los iraquíes "necesitan recordar [la época de Sadam], todo lo malo y lo bueno y aprender lecciones." Portavoz  del primer ministro iraquí, Ali al-Moussawi, propuso mantener el Corán de Sangre "como documento para recordar la brutalidad de Sadam, porque no habría hecho eso si no fuera una realidad. Dice mucho sobre él." Sin embargo, dijo que nunca debería mostrarse en un museo ya que ningún iraquí lo querría ver, pero quizás pueda exhibirse en un museo privado como los símbolos de Hitler o Stalin.